# Vaccinium culminicolum
Vaccinium culminicolum är en ljungväxtart som beskrevs av Herbert Fuller Wernham. Vaccinium culminicolum ingår i Blåbärssläktet, och familjen ljungväxter. Inga underarter finns listade i Catalogue of Life.